# Miroslav Chvíla
Miroslav Chvíla (ur. 28 marca 1967) – słowacki piłkarz występujący na pozycji obrońcy. Reprezentant Czechosłowacji.

## Kariera klubowa
Chvíla karierę rozpoczynał w 1986 roku w Dukli Bańska Bystrzyca, grającej w pierwszej lidze czechosłowackiej. Jej barwy reprezentował przez dwa sezony, a potem odszedł do innego pierwszoligowca, Slovana Bratysława. W sezonie 1990/1991 wywalczył z nim wicemistrzostwo Czechosłowacji, a w sezonie 1991/1992 mistrzostwo Czechosłowacji. Od sezonu 1993/1994 wraz ze Slovanem występował w pierwszej lidze słowackiej. Trzy razy zdobył z nim mistrzostwo Słowacji (1994, 1995, 1996), a także dwa razy Puchar Słowacji (1994, 1997).
W 1997 roku Chvíla przeszedł do Artmedii Petržalka, gdzie w 1999 roku zakończył karierę.

## Kariera reprezentacyjna
W reprezentacji Czechosłowacji Chvíla wystąpił jeden raz, 27 maja 1992 w przegranym 0:1 towarzyskim meczu z Polską.
Jeden raz zagrał też w reprezentacji Słowacji, w przegranym 2:3 spotkaniu eliminacji Mistrzostw Europy 1996 z Rumunią, w którym strzelił też gola.